# Berzocana (kommun)
Berzocana är en kommun i Spanien.   Den ligger i provinsen Provincia de Cáceres och regionen Extremadura, i den centrala delen av landet, 190 km sydväst om huvudstaden Madrid. Antalet invånare är 493.